# التجمع الوحدوي اليمني
التجمع الوحدوي اليمني حزب سياسي يمني ، تقدم للتسجيل في لجنة شئون الأحزاب 21 مايو 1999 وحصل على قرار التسجيل من لجنة شئون الأحزاب في 24 يونيو 1999 .عقد مؤتمره التأسيسي في نوفمبر 1992 بقيادة مؤسس الحزب عمر الجاوي وتم إلغاء منصب رئيس الحزب في المؤتمر الثاني للحزب الذي عقد خلال الفترة من 31 أغسطس إلى 1 سبتمبر 2006 . الأمين العام للحزب عبد الله عوبل 

## العملية السياسية
- لم يشارك في الانتخابات النيابية الأولى 1993 ولم يشارك أيضاً في الانتخابات الثانية 1997 .
- شارك في الانتخابات النيابية الثالثة 2003 ولم يحصل على أي مقعد وحصل على 483 صوت من إجمالي الأصوات الصحيحة البالغ عددها 5996049 وبنسبة 0.01%.

الصحيفة الناطقة باسم الحزب «جريدة التجمع» وهي أسبوعية .